# Шимбори-Анджейовента
Шимбори-Анджейовента (пол. Szymbory-Andrzejowięta) — село в Польщі, у гміні Шепетово Високомазовецького повіту Підляського воєводства.
Населення — 86 осіб (2011).
У 1975-1998 роках село належало до Ломжинського воєводства.

## Демографія
Демографічна структура станом на 31 березня 2011 року:
|          | Загалом | Допрацездатний вік | Працездатний вік | Постпрацездатний вік |
| -------- | ------- | ------------------ | ---------------- | -------------------- |
| Чоловіки | 42      | 9                  | 30               | 3                    |
| Жінки    | 44      | 12                 | 28               | 4                    |
| Разом    | 86      | 21                 | 58               | 7                    |